# Erzgebirgische Philharmonie Aue
Die Erzgebirgische Philharmonie Aue ist ein Sinfonieorchester im sächsischen Erzgebirgskreis Aue, heute Aue-Bad Schlema; es ist auch das Orchester des Eduard-von-Winterstein-Theaters Annaberg unter dem Dach der Erzgebirgischen Theater & Orchester (ETO) GmbH. Das Orchester wird finanziell über das Sächsische Kulturraumgesetz mit der Großen Kreisstadt Aue-Bad Schlema als Sitzgemeinde, dem Kulturraum Erzgebirge-Mittelsachsen und dem Freistaat Sachsen als gemeinsame  Gesellschafter getragen. Stammsitz des Orchesters ist das Kulturhaus Aue, neben dem Spielort Eduard-von-Winterstein-Theater in Annaberg-Buchholz.
Chefdirigent ist seit der Spielzeit 2021/22 Jens Georg Bachmann; er ist damit auch Generalmusikdirektor des Eduard-von-Winterstein-Theaters.

## Geschichte
Das Erzgebirgische Sinfonieorchester Aue ist seit über 100 Jahren fester Bestandteil der Sächsischen Kulturlandschaft. Im Jahre 1888 als „Städtisches Musikcorps“ unter der Leitung von Anton Zien gegründet, entwickelte sich der Klangkörper zum Erzgebirgischen Sinfonieorchester Aue. Seit 1990 wurde zunehmend eine enge Kooperation mit dem Orchester des Eduard-von-Winterstein-Theaters Annaberg praktiziert, um auch anspruchsvolle Sinfonik größerer Dimension aufführen zu können. Im Juni 1997 wurden beide Orchester fusioniert und die Erzgebirgische Theater- und Orchester (ETO) GmbH gegründet. Neben ausgedehnter Konzerttätigkeit bestreitet das Orchester daher als Theaterorchester auch alle Musiktheateraufführungen am Eduard-von-Winterstein-Theater in Annaberg-Buchholz. Darüber hinaus reicht das Spektrum des Orchesters von Sinfonie-, Serenaden-, Open-Air- und Chorkonzerten, Opern-, Operetten- und Musicalaufführungen  bis zur Kammermusik und zu Schülerkonzerten. Hinzu kommt das Mitwirken bei Kirchenkonzerten sowie eine vielgestaltige Zusammenarbeit mit Musikschulen und Musikhochschulen.
2006 wurde das Orchester unter Berücksichtigung seiner künstlerischen Leistung in „Philharmonie“ umbenannt. Gleichzeitig wurde damit an eine historische Tradition angeknüpft, denn bereits ab 1948 wurde auf den Programmen immer dann eine Erzgebirgs-Philharmonie angekündigt, wenn sich die Städtischen Orchester Annaberg und Aue zu Sinfoniekonzerten zusammenschlossen.
Seit 2021 ist Jens Georg Bachmann Chefdirigent des Orchesters und Generalmusikdirektor der ETO GmbH. Unter seiner Leitung erhielt die ETO und die Erzgebirgische Philharmonie den Jahrespreis („Operetten-Frosch“) des Bayerischen Rundfunks für die Spielzeit 2021/22 und aus selbiger Hand ebenfalls den namensgleichen Monatspreis für Dezember 2023. Während der Ära Bachmann wurde die Erzgebirgische Philharmonie mehrfach für den Anstieg ihres künstlerischen Niveaus unter Bachmanns Dirigat im Musiktheater und Konzert und für die Exklusivität und Internationalität der von ihm gewonnenen Gastsolisten gelobt.
2022 bestritt die Erzgebirgische Philharmonie unter Jens Georg Bachmann die Weihnachtssendung des ZDF Weihnachten mit Jonas Kaufmann mit den Solisten Jonas Kaufmann, René Pape und Diana Damrau und dem Cellisten Sheku Kanneh-Mason, aufgenommen in der St. Annenkirche in Annaberg-Buchholz.
Seit 2005 wird die Erzgebirgische Philharmonie außerdem von den Freunden und Förderern der Erzgebirgischen Philharmonie Aue e. V. begleitet, die mit Projekten zu ihrer Wahrnehmung durch eine breite Öffentlichkeit verschiedener Altersgruppen beitragen. Dazu gehört auch, Kindern und Jugendlichen klassische Musik zu vermitteln und sie ihnen mit dem Orchester nahe zu bringen. Finanzielle Unterstützung wird durch den Förderverein in verschiedenen Bereichen, z. B. in der Instrumentenanschaffung, immer wieder erbracht.

## Musikdirektoren und Gastdirigenten
- GMD Erich Vietze
- Albert Drechsel
- MD Hans Otto
- Herbert Chrlier
- Felix Werner
- MD Wolfram Jacobi
- MD Reinhardt Nauman
- GMD Richard Vardigans (2000–2006)
- Rudolf Neuhaus
- Hans-Dieter Frank
- Dieter Gerhard Worm
- Kōji Kawamoto
- Ekkehard Klemm
- Dr. Paul-Elliott Cobbs
- GMD Naoshi Takahashi (2006–2021)
- Dieter Klug
- Fabian Enders
- Helmuth Rilling (13. September 2014)[19]
- GMD Jens Georg Bachmann (seit 2021)[20][21][22]

## Gastsolisten des Orchesters
- Pianistin: Annerose Schmidt
- Pianist: Peter Rösel[23]
- Pianist: Martin Helmchen[24]
- Pianist Cyprien Katsaris[25]
- Pianist: Sergei Redkin[26][27]
- Pianist: Johannes Fischer
- Pianist: Joseph Moog
- Pianisten: Alexander und Christian Meinel
- Pianist: Eugène Mursky
- Violinist Kolja Blacher[28]
- Violinist: Igor Oistrach
- Violinist: Michail Waimann
- Geiger und Dirigent: Torsten Janicke
- Cellistin: Marie-Elisabeth Hecker[29]
- Cellist Sheku Kanneh-Mason[30]
- Hornist Felix Klieser[31]
- Tenor: Richard Tauber
- Tenor Helge Rosvaenge
- Tenor: Peter Schreier
- Tenor: René Kollo
- Tenor Jonas Kaufmann[30]
- Bass René Pape[30]
- Sopranistin Diana Damrau[30]
- Gitarrist: Masao Tanibe
- Shakuhachi-Spieler: Kaoru Kakizakai

## Belege
1. ↑  Startseite. Abgerufen am 31. Januar 2021.
2. ↑  kul(T)our-Betrieb: Kategorien. Abgerufen am 1. Februar 2021 (englisch).
3. ↑  Berliner übernimmt Platz am Dirigentenpult | Freie Presse - Aue. Abgerufen am 1. Februar 2021.
4. ↑  Jens Georg Bachmann wird neuer Chefdirigent der Erzgebirgischen Philharmonie Aue. Deutscher Musikrat, 28. Januar 2021, abgerufen am 1. Februar 2021.
5. ↑  Deutscher Tele Markt GmbH-Internet- und Werbeagentur: Veranstaltung. Abgerufen am 1. Februar 2021.
6. ↑  kul(T)our-Betrieb: Erzgebirgische Philharmonie Aue - 10. Philharmonisches Konzert der Spielzeit 2020/2021. Abgerufen am 1. Februar 2021 (englisch).
7. ↑  Musik Heute: Erzgebirgisches Theater findet neuen GMD. 27. Januar 2021, abgerufen am 1. Februar 2021 (deutsch).
8. ↑  Erzgebirgisches Theater findet neuen GMD. 27. Januar 2021, abgerufen am 8. März 2021 (deutsch).
9. ↑  Für Benatzky-Operettenausgrabung „Der reichste Mann der Welt“: Annaberger Theaterensemble holt Operettenpreis ins Erzgebirge | Freie Presse - Kultur. Abgerufen am 1. Dezember 2022.
10. ↑  Bayerischer Rundfunk: BR-Klassik vergibt 2021/22 einen Operetten-Frosch: Der Frosch geht an das Eduard-von-Winterstein-Theater Annaberg-Buchholz für „Der reichste Mann der Welt“ | BR-Klassik. 13. April 2022, archiviert vom Original am 28. März 2022; abgerufen am 1. Dezember 2022.
11. ↑  Bayerischer Rundfunk: BR-Klassik vergibt 2023/2024 einen Operetten-Frosch: Der Frosch geht an das Eduard-von-Winterstein-Theater Annaberg-Buchholz für Der Fürst von Pappenheim | BR-Klassik. 15. Dezember 2023, abgerufen am 21. März 2024.
12. ↑  Neuer Generalmusikdirektor: Von der New Yorker "Met" ins Erzgebirge. Abgerufen am 6. April 2024.
13. ↑  Helmut Krausser, Felix Klieser, Robert Schumann: Erzgebirger erleben an einem Abend drei Höhepunkte. Abgerufen am 6. April 2024.
14. ↑  Erzgebirgische Philharmonie: Schweizer Trio Toth begeistert Publikum. Abgerufen am 6. April 2024.
15. ↑  Oper in Chemnitz und Annaberg-Buchholz – Süße, freche, böse Träume. 21. November 2023, abgerufen am 6. April 2024.
16. ↑  Die Deutsche Bühne: Kritik: Michael William Balfe: Satanella oder die Macht der Liebe | Annaberg-Buchholz. Abgerufen am 3. November 2024 (deutsch).
17. ↑  Firma Erzgebirgische Theater-und Orchester: Weihnachten im Erzgebirge mit Jonas Kaufmann. In: Deutscher Presseindex. 18. November 2022, abgerufen am 1. Dezember 2022 (deutsch).
18. ↑  Besonderer Paukenschlag bei Erzgebirgsphilharmonie | Freie Presse - Aue. Abgerufen am 20. April 2022.
19. ↑   Programm des Musikfestes 2014 (Memento vom 23. Oktober 2015 im Internet Archive)
20. ↑  Jens Georg Bachmann wird neuer Chefdirigent der Erzgebirgischen Philharmonie Aue | nmz - neue musikzeitung. Abgerufen am 31. Januar 2021.
21. ↑  Erzgebirgisches Theater findet neuen GMD. 27. Januar 2021, abgerufen am 31. Januar 2021 (deutsch).
22. ↑  Berliner übernimmt Platz am Dirigentenpult | Freie Presse - Aue. Abgerufen am 31. Januar 2021.
23. ↑  Peter Rösel Termine 2011-2012. Abgerufen am 18. Januar 2024.
24. ↑  Marie-Elisabeth Hecker: Konzerte, Artikel, Rezensionen & Termine. In: concerti.de. Abgerufen am 18. Januar 2024 (deutsch).
25. ↑  Cyprien Katsaris: Konzerte, Artikel, Rezensionen & Termine. In: concerti.de. Abgerufen am 18. Januar 2024 (deutsch).
26. ↑  https://www.winterstein-theater.de/326-1.-Philharmonisches-Konzert
27. ↑  Veranstaltungen. Abgerufen am 18. Januar 2024.
28. ↑  Philharmonie gibt "Trost und Freude". Abgerufen am 18. Januar 2024.
29. ↑  Marie-Elisabeth Hecker: Konzerte, Artikel, Rezensionen & Termine. In: concerti.de. Abgerufen am 18. Januar 2024 (deutsch).
30. 1 2 3 4  Wohin. Abgerufen am 18. Januar 2024.
31. ↑  Torsten Kohlschein: Helmut Krausser, Felix Klieser, Robert Schumann: Erzgebirger erleben an einem Abend drei Höhepunkte. In: freiepresse.de. 24. Oktober 2023, abgerufen am 6. April 2024.